# Бергер, Болеслав
Болеслав Бергер (пол. Bolesław Berger; 1876, Лахов — 1942, Варшава) — польский социалист, активист ППС, участник вооружённой борьбы за независимость Польши и революционного движения 1905. Один из создателей боевой организации ППС. Во Второй Речи Посполитой — сторонник маршала Пилсудского и режима Санации, один из руководителей ППС — Прежняя революционная фракция. Соратник Раймунда Яворовского. Первый муж Констанции Клемпиньской

## Ранняя жизнь
Окончил профессиональное училище шахтёров. Однако в шахте не работал из-за рано открывшейся предрасположенности к туберкулёзу. Работал шерстопрядильщиком в Сосновце.

## Социалистический боевик
С 20-летнего возраста Болеслав Бергер — член Польской социалистической партии (ППС). Трижды арестовывался в 1897—1899, в том числе по делу об убийстве полицейского агента. Был осуждён на 5 лет ссылки в Сибирь. Через три года бежал, вернулся в Польшу. Несколько месяцев в начале 1904 состоял в Центральном исполнительном комитете ППС.
Болеслав Бергер был организатором одной из первых боевых групп ППС. Формировал кадровый состав группы, занимался её техническим оснащением. Носил подпольную кличку Kuroki.
13 ноября 1904 Болеслав Бергер, Валерий Славек и Юзеф Квятек организовали на Гржибовской площади в Варшаве демонстрацию протеста против мобилизации поляков в армию Российской империи на русско-японскую войну. Акция переросла в вооружённое столкновение с царской полицией. Было задействовано около 60 боевиков во главе с Бергером. События 13 ноября 1904 стали первым после восстания 1863 вооружённым выступлением в Царстве Польском. Варшавская боевая группа Бергера считалась образцом партийной военизированной структуры. Она эффективно проявила себя в революционных событиях 1905.
После 1905 Бергер лечился от туберкулёза и проходил боевую подготовку в Кракове (на территории Австро-Венгрии). Был связным между польскими ячейками и заграничными структурами ППС. 16 декабря 1906 арестован и заключён в Варшавскую цитадель. Полиция не смогла установить личность Бергера, поэтому год спустя он был освобождён и эмигрировал в Швейцарию.

## Социалистический функционер
Вернулся в Польшу после провозглашения независимости в 1918. Состоял в ППС, поддерживал Юзефа Пилсудского. В 1927 был избран в Варшавский комитет ППС, во главе которого стоял Раймунд Яворовский. Являлся депутатом городского совета Варшавы, также возглавляемого Яворовским.
В 1928, при расколе ППС на противников режима Санации и сторонников маршала Пилсудского, Болеслав Бергер поддержал социалистов-пилсудчиков. Вместе с Раймундом Яворовским, Енджеем Морачевским, Адамом Щипёрским, Юзефом Локетеком основал ППС—Прежняя революционная фракция.
В 1932 Болеслав Бергер был награждён Крестом Независимости с мечами — как активный участник борьбы против царизма, за восстановление польской национальной независимости.

## Кончина
Точная дата и обстоятельства смерти Болеслава Бергера неизвестны. Предположительно он скончался от туберкулёза в 1942, в оккупированной немцами Варшаве.

## Семейные связи
В 1902—1909 Болеслав Бергер был женат на активистке ППС Констанции Клемпиньской. Впоследствии Клемпиньская вышла замуж за Яворовского, сохранив с первым мужем деловые отношения по партийной линии.
Братья Болеслава Бергера — Станислав Бергер и Казимеж Бергер — также состояли в ППС.
Людвик Бергер — сын Казимежа Бергера, племянник Болеслава Бергера — в 1940—1943 командовал подразделением Армии Крайовой (в том же полку АК Baszta служил известный польский социалист Ян Юзеф Липский, инициировавший в 1987 воссоздание ППС).